# Valentin Hagg
Valentin Hagg (* 2004 in Wien) ist ein österreichischer Schauspieler.

## Leben
Valentin Hagg wurde 2004 in Wien als Sohn der Schauspielerin Barbara Hagg-Ratheiser und des Schauspielers Nicolaus Hagg geboren. Im Herbst 2017 stand er für Dreharbeiten zum Film Wie ich lernte, bei mir selbst Kind zu sein von Rupert Henning nach der gleichnamigen Erzählung von André Heller vor der Kamera, wo er als Paul Silberstein an der Seite von Karl Markovics als dessen Filmvater Roman Silberstein eine Hauptrolle spielt. Valentin Hagg wurde dafür aus über einhundert gecasteten Kindern ausgewählt.
Bei den Festspielen Reichenau spielte er 2019 in Ein Monat auf dem Lande an der Seite von Dirk Nocker als Gutsbesitzer Arkadij S. Islajew und Julia Stemberger als dessen Frau Natalja Petrowna deren Sohn Kolja.
Im ARD/ORF-Fernsehfilm Jeanny – Das 5. Mädchen war er 2022 in Rückblenden als Johannes Bachmann im Alter von vierzehn Jahren zu sehen, während diese Rolle in höherem Alter von Manuel Rubey verkörpert wurde.

## Filmografie (Auswahl)
- 2019: Wie ich lernte, bei mir selbst Kind zu sein
- 2022: Jeanny – Das 5. Mädchen (Fernsehfilm)
- 2024: SOKO Linz – Hopfen und Malz (Fernsehserie)
- 2025: SOKO Donau/SOKO Wien – Eine Nacht in Zwentendorf (Fernsehserie)
- 2025: Die Toten vom Bodensee – Das Geisterschiff (Fernsehreihe)

## Auszeichnungen und Nominierungen
Österreichischer Filmpreis 2020
- Nominierung in der Kategorie Bester männlicher Darsteller für Wie ich lernte, bei mir selbst Kind zu sein[6]